# Vinkov Vrh
Vinkov Vrh este o localitate din comuna Žužemberk, Slovenia, cu o populație de 43 de locuitori.